# (8732) Champion
(8732) Champion – planetoida z grupy pasa głównego asteroid okrążająca Słońce w ciągu 3 lat i 170 dni w średniej odległości 2,29 au. Została odkryta 8 grudnia 1996 roku. Przed nadaniem nazwy planetoida nosiła oznaczenie tymczasowe (8732) 1996 XR25.